# Теофіл Антіохійський
Теофіл Антіохійський (грец. Θεόφιλος Αντιοχείας;? — 183 — 185 років) — ранньохристиянський апологет II століття, єпископ Антіохійський. Християнський святий, відзначається в лику святителів.

## Життєпис
Народився в Сирії, отримав гарну освіту і став християнином під впливом читання пророчих книг. Згідно з «Церковною історією» Євсевія Теофіл був шостим після апостолів єпископом Антіохії; вступив на Антіохійську катедру в 169 році. Теофіл став відомим за свою боротьбу проти різних християнських лжевчень (гностицизму, доктрини Маркіона). Так про його діяльності писав Євсевій:

А позаяк єретики, немов кукіль, засмітили чисте поле апостольського вчення, то всюди пастирі церковні відганяли їх, як хижих звірів, від овець Христових, то наставляючи і переконуючи самих братів, то вступаючи до відкритої боротьби з противником: знищували їх усними міркуваннями; незаперечно викривали їхні вчення доводами з письмових джерел. Що й Теофіл виступив разом з іншими в цій боротьбі, зрозуміло з його чудової книги проти Маркіона; вона разом з іншими, нами згаданими, збереглася донині.
— Євсевій Кесарійський. «Церковна історія»

## Літературна спадщина
- «Послання до Автоліка» — збереглося в рукописі XI століття. У цій праці Теофіл першим вживає термін «Трійця» щодо Бога:«… три дні, які були перед заснуванням світил, суть образу Трійці, Бога і Його Слова та Премудрості»[4]. Послання складається з трьох книг і присвячено здебільшого критиці язичництва.
- «Про історичні оповідання» — на цю свою працю Теофіл посилається в «Посланні до Автоліка», але сам текст до нашого часу не зберігся.
- «Проти єресі Гермогена» — текст не зберігся, за твердженням Євсевія, Теофіл використовував при його написанні Об'явлення Івана Богослова.
- «Деякі катехитичні книги» і — не збереглися, згадуються лише в Євсевія.
- «Книга проти Маркіона» — була втрачена після IV століття, згадується Євсевієм і блаженним Ієронімом.
- «Коментарі на Євангеліє та Притчі Соломона» — згадуються Ієронімом[5]. Не збереглися, крім уривка на притчу про неправильного управителя, що приводиться Ієронімом в листі 97, до Алгазі[6].